# Jean Lajoie
Jean Gaston Edouard Lajoie (Chartres, 7 de septiembre de 1887-París, 25 de octubre de 1968), comúnmente llamado Jean Lajoie (/ʒɑ̃ ləˈʒwɑ/),  fue un importante empresario normando, colaborador en su empresa familiar, la tintorería Teinturerie Lajoie y posteriormente director de la centenaria empresa de tintes Hénault-Morel a la que pertenecía su mujer, Jane Hénault, una de las empresas más prestigiosas de toda Normandía.
Fue un militar destacado en la Primera y la Segunda Guerra Mundial por haber realizado heroicas acciones que le llevaron a ser condecorado con las medallas francesas de la Legión de Honor, la Cruz de guerra, la Medalla Conmemorativa de la Batalla de Verdún, la Batalla de Dunkerque, siete premios del Ministerio de Guerra con la medalla al entrenamiento físico y preparación militar, la medalla de 404º regimiento de Artillería antiaérea, la medalla Mens fervida in corpore lacertoso, la medalla del 23º concurso nacional e internacional de tiro de la Unión de Sociedades de Tiro de Francia, la medalla del XXX concurso federal de Alençon (1934) por parte de la Unión de Sociedades de equitación militar de Francia y la medalla del 30º territorial (1914-1919) de la Sociedad Mixta de tiro de Chartres. Recibió también los distintivos civiles de las Palmas Académicas, la condecoración de oficial de Coraje, Dedicación y Mérito a las artes, las letras, las ciencias y deportes, la del Orden del Mérito Social y el premio del Ministerio de Trabajo con la medalla de sindicatos profesionales.
Destacó igualmente como artista especializado en las acuarelas y los grabados y realizó un menor número de esculturas en cerámica, habiendo pertenecido al grupo de pintores denominados La Table Carrée (La Mesa Cuadrada). Fue un artista de renombre de la región de Normandía.

## Biografía

### Nacimiento
Jean Lajoie nació el 7 de septiembre de 1897 en la ciudad francesa de Chartres, siendo el primero de los tres hijos que nacieron fruto del matrimonio de Gaston Eugène Lajoie y Marie Alix Martin.

### Familia
Jean Lajoie nació en una familia de tintoreros de Chartres. Era el hijo mayor del tintorero Gaston Eugène Lajoie (1867-1931) y de Marie Alix Martin (17 de julio de 1873 - 17 de mayo de 1944).
Sus abuelos paternos son Camille Jean-Baptiste Lajoie (1835-1911) y Geneviève Honorine Guillot; y por parte materna se desconoce su ascendencia.
Los padres de Jean se casaron en París el 21 de agosto de 1858. Tuvieron otros dos hijos más: Madeleine Lajoie (1898-1899) y Pierre Eugène Louis Elie Lajoie (1901-1945 † ).
Árbol genalógico
| Gaston Eugène Lajoie | Gaston Eugène Lajoie | Gaston Eugène Lajoie | Gaston Eugène Lajoie | Gaston Eugène Lajoie | Gaston Eugène Lajoie |  |  |                                 |                                 |                                 |                                 |                                 |                                 |  |  | Marie Alix Martin          | Marie Alix Martin          | Marie Alix Martin          | Marie Alix Martin          | Marie Alix Martin          | Marie Alix Martin          |  |  |               |               | Victor Ernest Hénault-Morel | Victor Ernest Hénault-Morel | Victor Ernest Hénault-Morel | Victor Ernest Hénault-Morel | Victor Ernest Hénault-Morel | Victor Ernest Hénault-Morel |                                        |                                        |                                        |                                        |                                        |                                        | Berthe Augutine Eugenie Leriche | Berthe Augutine Eugenie Leriche | Berthe Augutine Eugenie Leriche | Berthe Augutine Eugenie Leriche | Berthe Augutine Eugenie Leriche | Berthe Augutine Eugenie Leriche |
| Gaston Eugène Lajoie | Gaston Eugène Lajoie | Gaston Eugène Lajoie | Gaston Eugène Lajoie | Gaston Eugène Lajoie | Gaston Eugène Lajoie |  |  |                                 |                                 |                                 |                                 |                                 |                                 |  |  | Marie Alix Martin          | Marie Alix Martin          | Marie Alix Martin          | Marie Alix Martin          | Marie Alix Martin          | Marie Alix Martin          |  |  |               |               | Victor Ernest Hénault-Morel | Victor Ernest Hénault-Morel | Victor Ernest Hénault-Morel | Victor Ernest Hénault-Morel | Victor Ernest Hénault-Morel | Victor Ernest Hénault-Morel |                                        |                                        |                                        |                                        |                                        |                                        | Berthe Augutine Eugenie Leriche | Berthe Augutine Eugenie Leriche | Berthe Augutine Eugenie Leriche | Berthe Augutine Eugenie Leriche | Berthe Augutine Eugenie Leriche | Berthe Augutine Eugenie Leriche |
|                      |                      |                      |                      |                      |                      |  |  |                                 |                                 |                                 |                                 |                                 |                                 |  |  |                            |                            |                            |                            |                            |                            |  |  |               |               |                             |                             |                             |                             |                             |                             |                                        |                                        |                                        |                                        |                                        |                                        |                                 |                                 |                                 |                                 |                                 |                                 |
|                      |                      |                      |                      |                      |                      |  |  |                                 |                                 |                                 |                                 |                                 |                                 |  |  |                            |                            |                            |                            |                            |                            |  |  |               |               |                             |                             |                             |                             |                             |                             |                                        |                                        |                                        |                                        |                                        |                                        |                                 |                                 |                                 |                                 |                                 |                                 |
| Madeleine Lajoie     | Madeleine Lajoie     | Madeleine Lajoie     | Madeleine Lajoie     | Madeleine Lajoie     | Madeleine Lajoie     |  |  | Pierre Eugène Louis Elie Lajoie | Pierre Eugène Louis Elie Lajoie | Pierre Eugène Louis Elie Lajoie | Pierre Eugène Louis Elie Lajoie | Pierre Eugène Louis Elie Lajoie | Pierre Eugène Louis Elie Lajoie |  |  | Jean Gaston Edouard Lajoie | Jean Gaston Edouard Lajoie | Jean Gaston Edouard Lajoie | Jean Gaston Edouard Lajoie | Jean Gaston Edouard Lajoie | Jean Gaston Edouard Lajoie |  |  |               |               |                             |                             |                             |                             |                             |                             | Jane Marguerite Augustine Hénault      | Jane Marguerite Augustine Hénault      | Jane Marguerite Augustine Hénault      | Jane Marguerite Augustine Hénault      | Jane Marguerite Augustine Hénault      | Jane Marguerite Augustine Hénault      |                                 |                                 |                                 |                                 |                                 |                                 |
| Madeleine Lajoie     | Madeleine Lajoie     | Madeleine Lajoie     | Madeleine Lajoie     | Madeleine Lajoie     | Madeleine Lajoie     |  |  | Pierre Eugène Louis Elie Lajoie | Pierre Eugène Louis Elie Lajoie | Pierre Eugène Louis Elie Lajoie | Pierre Eugène Louis Elie Lajoie | Pierre Eugène Louis Elie Lajoie | Pierre Eugène Louis Elie Lajoie |  |  | Jean Gaston Edouard Lajoie | Jean Gaston Edouard Lajoie | Jean Gaston Edouard Lajoie | Jean Gaston Edouard Lajoie | Jean Gaston Edouard Lajoie | Jean Gaston Edouard Lajoie |  |  |               |               |                             |                             |                             |                             |                             |                             | Jane Marguerite Augustine Hénault      | Jane Marguerite Augustine Hénault      | Jane Marguerite Augustine Hénault      | Jane Marguerite Augustine Hénault      | Jane Marguerite Augustine Hénault      | Jane Marguerite Augustine Hénault      |                                 |                                 |                                 |                                 |                                 |                                 |
|                      |                      |                      |                      |                      |                      |  |  |                                 |                                 |                                 |                                 |                                 |                                 |  |  |                            |                            |                            |                            |                            |                            |  |  |               |               |                             |                             |                             |                             |                             |                             |                                        |                                        |                                        |                                        |                                        |                                        |                                 |                                 |                                 |                                 |                                 |                                 |
|                      |                      |                      |                      |                      |                      |  |  |                                 |                                 |                                 |                                 |                                 |                                 |  |  |                            |                            |                            |                            |                            |                            |  |  |               |               |                             |                             |                             |                             |                             |                             |                                        |                                        |                                        |                                        |                                        |                                        |                                 |                                 |                                 |                                 |                                 |                                 |
|                      |                      |                      |                      |                      |                      |  |  |                                 |                                 |                                 |                                 |                                 |                                 |  |  | Éliane Lajoie              | Éliane Lajoie              | Éliane Lajoie              | Éliane Lajoie              | Éliane Lajoie              | Éliane Lajoie              |  |  | Claude Lajoie | Claude Lajoie | Claude Lajoie               | Claude Lajoie               | Claude Lajoie               | Claude Lajoie               |                             |                             | Jacqueline Monique Marie-Louise Lajoie | Jacqueline Monique Marie-Louise Lajoie | Jacqueline Monique Marie-Louise Lajoie | Jacqueline Monique Marie-Louise Lajoie | Jacqueline Monique Marie-Louise Lajoie | Jacqueline Monique Marie-Louise Lajoie |                                 |                                 |                                 |                                 |                                 |                                 |

### Estudios
Recibió la educación secundaria en el colegio Lycée de Chartres desde 1907 hasta 1911. Fue un estudiante destacado, siendo uno de los alumnos más aventajados por haber sido primero en un total de 14 asignaturas a lo largo de sus cuatro años de estudio y recibiendo el premio de excelencia en sus tres primeros cursos.
Mantendrá una rivalidad amistosa con M. Maurice Bariéty durante su periodo escolar, quien será posteriormente médico de renombre en París, con quien continuará manteniendo esta relación durante toda su vida

### Primer servicio militar

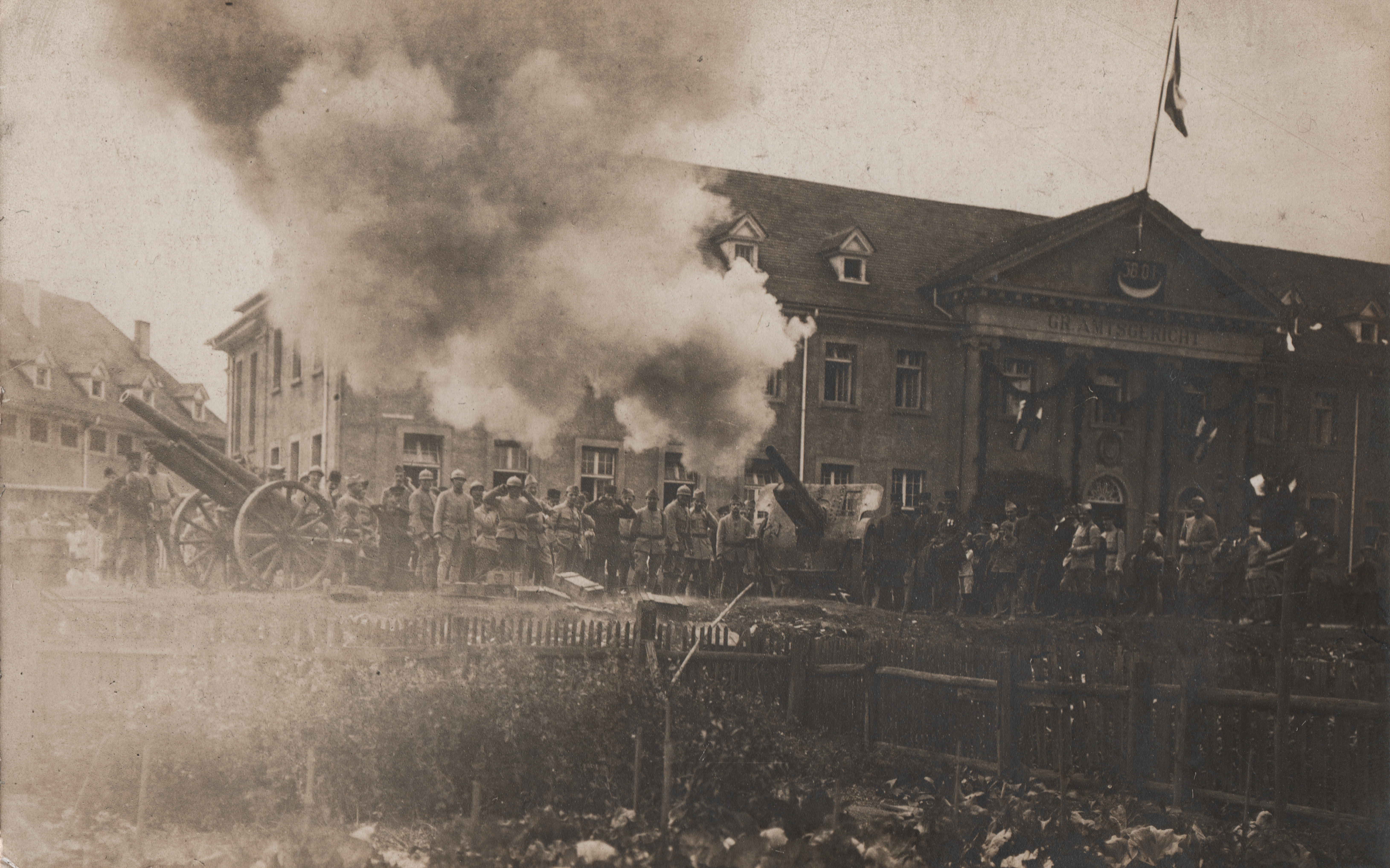
Tribunal de Kehl (Alemania) en julio de 1919 tomado por la artillería francesa

Con el estallido de la Primera Guerra Mundial, Jean Lajoie se alistó en la 32ª división colonial de artillería, una de las más reconocidas del momento, dejando de lado su vida estudiantil para comenzar su nueva vida militar a los 18 años. Su fotógrafo envió en 1915 a la Exposición Universal de San Francisco una obra de Jean como modelo. Como era estudiante de una carrera científica, fue destinado al manejo de armas técnicas, en este caso, al estar cursando una licenciatura en matemáticas en Sorbona, fue destinado a la Artillería de Campaña.
El 23 de junio de 1916 Jean Lajoie llegó al frente procedente de la Escuela de Artillería de Fontainebleau. Llegará como aspirante a oficial del Regimiento 32º presentándose a sus mandos en Béthelainville. Escribió en sus memorias cómo los alemanes bombardeaban todas las noches el pueblo para entorpecer el abastecimiento nocturno de la primera línea del frente. Esa misma noche, durante el bombardeo, les cayó a Jean y a su compañero un obús en el refugio en el que descansaban, pero apenas salieron con algunas contusiones y rasguños; el segundo que recibieron en el refugio acabó con la vida de su oficial, Jacobé de Goncourt, quien había acudido para asegurarse de que estaban todos bien. Al día siguiente, Jean aprovechará un convoy de abastecimiento para reunirse con su batería, la octava del tercer grupo de su regimiento, donde combatirá hasta el final de la guerra.
Durante el ataque del 24 de octubre de 1916, ocupó en primera línea un puesto de observación sometido a los bombardeos desde las trincheras enemigas y, gracias a sus buenas cualidades militares, cumplió con su misión de manera excepcional. Fue por ello ascendido a teniente y condecorado por su honorable servicio con la Cruz de Guerra de clase superior y con la medalla conmemorativa de la Batalla de Verdún. Utilizará este título para recibir el tratamiento de Monsieur Jean Lajoie, décoré de la  Croix de Guerre (en español: Señor Jean Lajoie, condecorado con la Cruz de Guerra).

### Periodo de entreguerras
Finalizada la guerra, Jean volvió a Chartres para continuar trabajando en la empresa de su padre, la Teinturerie Lajoie de Chartres. Mediante relaciones empresariales, pudo conocer a quien fue su futura mujer, Jane Marguerite Augustine Hénault. La boda entre Jean y Jane se celebró en la iglesia de Saint-Pierre-de-Montsort de Alençon el 12 de septiembre de 1921 a las 11:00 horas. Contó con la intervención del prestigioso médico y escritor parisino y amigo de infancia M. Maurice Bariéty, quien pronunció en su boda sus conocidas como Paroles prononcées à l'occasion du mariage de M. Jean Lajoie et de M.lle Jane Hénault, au déjeuner du 12 septembre 1921 (en español: Palabras pronunciadas por la ocasión del matrimonio del Sr. Jean Lajoie y de la Srita. Jane Hénault, en la mañana del 12 de septiembre de 1921).
Años después, nacerá su primera hija en Alençon, pero murió en el parto de una grave fractura producida en el cráneo por un uso inadecuado de los fórceps. Este hecho dejará una profunda huella en su matrimonio, tomando Jean la futura decisión de llevar a todos sus hijos a nacer a París. Nacerá así su segunda hija, Éliane, en 1927, y posteriormente  nacerán Claude en 1931 y Jacqueline Monique Marie-Louise en 1936, única de los tres hermanos que aún vive. Cuando en 1931 falleció su padre, la dirección de la Tintorería Lajoie de Chartres recayó en el hermano de Jean, Pierre, y luego pasó en 1950 al hijo de este último, Jacques,  quedando Jean como director de la empresa de su suegro, la Teinturerie Hénault-Morel d'Alençon.
El 13 de marzo de 1933 recibirá el diploma de la Gran Cancillería de la Legión de Honor, siendo nombrado Caballero de la Legión de Honor y elevado a Capitán del centro movilizador de Artillería nº 4.  A partir de entonces se hará llamar formalmente como Monsieur Jean Lajoie, chevalier de la Légion d'Honeur (en español: Señor Jean Lajoie, caballero de la Legión de Honor).

### Segundo servicio militar
Cuando estalló la Segunda Guerra Mundial tuvo que volver al frente. Le destinaron en Suippes en 1939. Fue al año siguiente  movilizado a Amberes (Bélgica) hasta mayo de 1940 y trasladado Dunkerque, por la invasión alemana de Bélgica, donde, por sus méritos, recibió la Medalla conmemorativa de Dunkerque. En esta cruenta batalla, le tomaron prisionero de guerra. Entre 1940 y 1941 estuvo prisionero en los campos militares alemanes de Borne Sulinowo y Szubin, Oflag II D y Oflag XXI B respectivamente, ambos en Polonia, donde se dedicó a realizar numerosas acuarelas.

### Vida de postguerra
Cuando Jean regresó de la guerra, fue diagnosticado con hasta 17 úlceras de estómago por el régimen alimenticio que proporcionaban en el campo de prisioneros a base de agua y oreja de cerdo. Tuvo que reposar en la cama algo menos de un año alimentándose a base de papilla.
Fue nombrado vicepresidente de los Exprisioneros de Guerra en 1939 y 1945. El 1 de enero de 1949, por los servicios prestados a la educación nacional de Francia, fue condecorado por el Ministerio de Educación Nacional Oficial de las Palmas Académicas (officier) y el 10 de diciembre de 1955 fue de nuevo nombrado por este mismo ministerio Oficial de Instrucción Pública por los servicios prestados a las obras escolares.

Con el matrimonio de su hija menor Jacqueline Monique Marie-Louise Lajoie con el leonés Luis González, se producirá un nuevo cambio a nivel artístico y empresarial que le llevarán a relacionarse con esta provincia, especialmente con la ciudad de León, Mansilla de las Mulas y Villacontilde, localidad de su yerno.

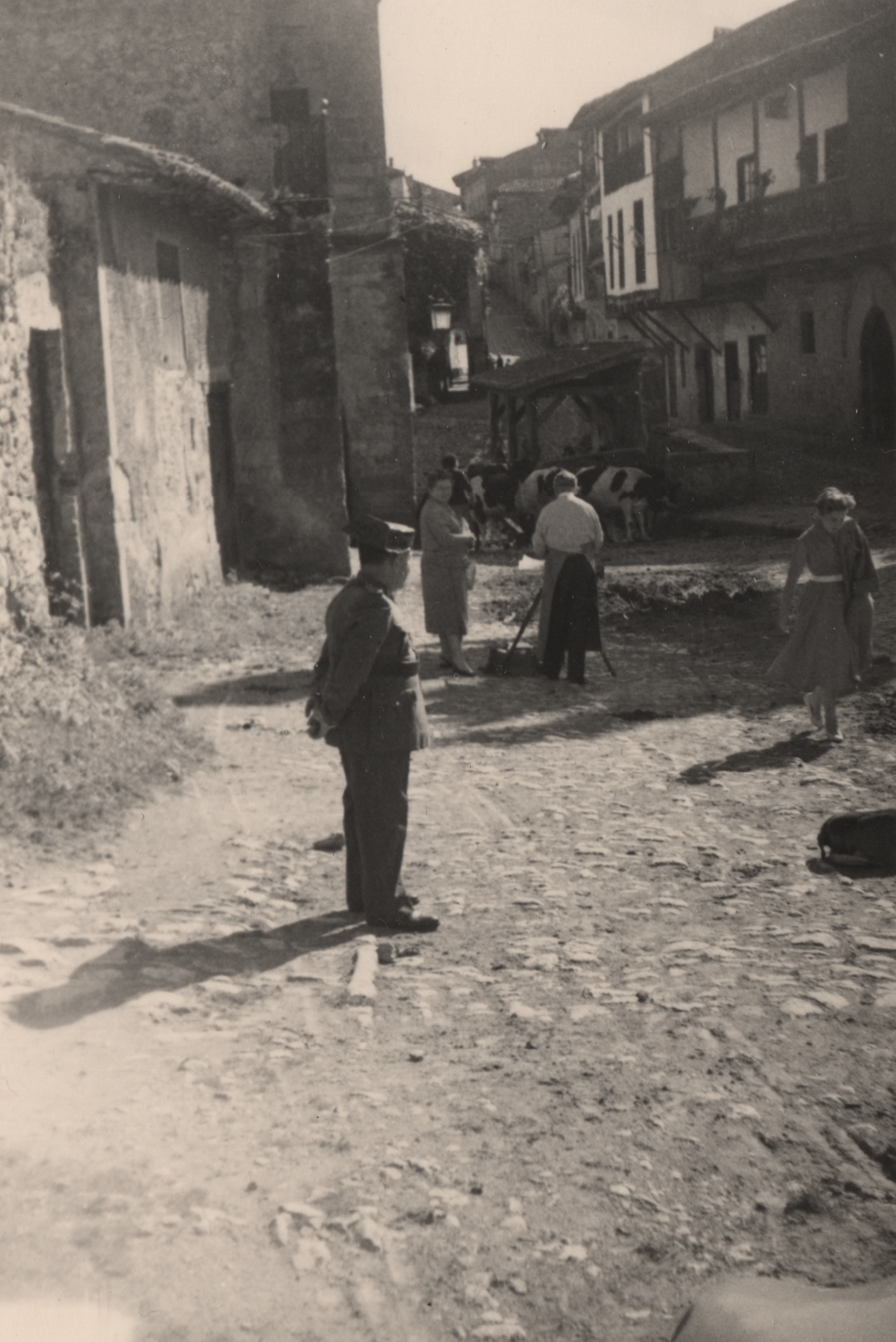
Jean en Santillana del Mar pintando junto a su mujer, a la izquierda su hija Jacqueline y a la derecha un agente de la Guardia Civil
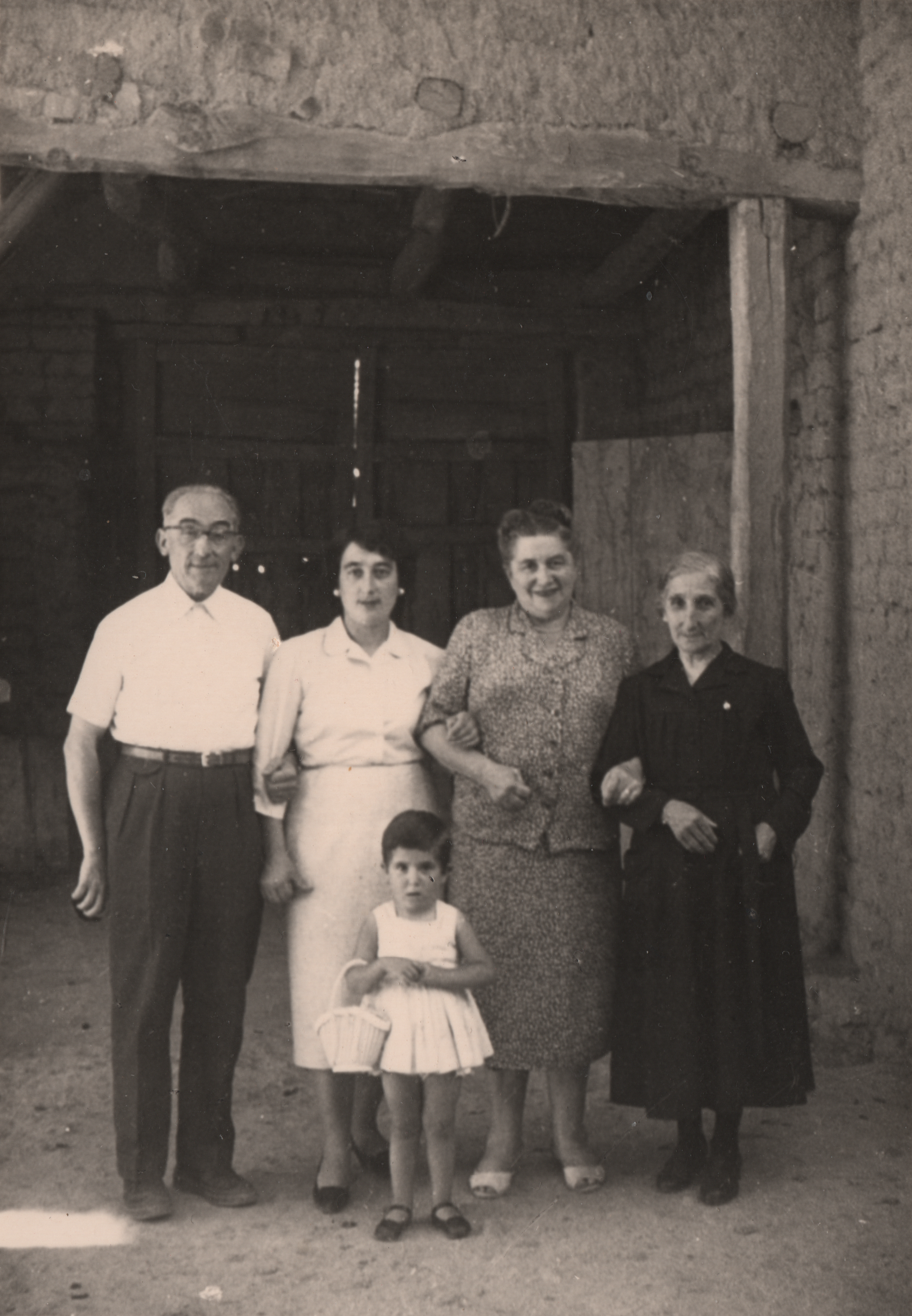
(De izquierda a derecha) Jean en Villacontilde con Natalia González (hermana de su yerno), Jane Hénault y Amancia Cañón (madre de su yerno)

### Fallecimiento
Al mediodía del 25 de octubre de 1968 fue hallado muerto en París (Francia) a los 71 años de edad por un derrame cerebral producido mientras dormía. Se encontraba en un viaje de negocios que había realizado. Fue inhumado en el cementerio de Montsort el martes 29 de octubre de ese mismo año después de celebrarse la misa en la Iglesia de Notre-Dame de Alençon a las 14:30.

## Vida empresarial

Posible logo de la Tintorería Lajoie de Chartres

Licenciado en ciencias, Jean dirigió la cadena de tintorerías Hénault-Morel en la comuna de Sarthe del distrito de Alençon, fundada en 1660. Trabajó con su suegro Victor Ernest Hénault-Morel y su padre, René Ernest Joseph Hénault, principal impulsor de la fábrica, dando Jean el salto entre 1945 y 1954 cuando especializó la empresa en el tratamiento de prendas de vestir, calcetería, confección, tapicería, bordados y pasamanería llegando a emplear a más de 150 trabajadores entre 20 sucursales y 50 agencias, repartidas en Bretaña, Normandía, Touraine y Poitou. En la década de los 60, por la unión producida entre su hija menor con el español Luis González, emplazará una nueva tintorería en la ciudad legionense hasta principios de los 2000, cuando cierre definitivamente en esta localidad. Finalmente, al poco después de fallecer Jean se producirá el cese de la actividad de esta empresa, en 1972. En la actualidad, solamente queda un local en funcionamiento en la ciudad de Caen, en el departamento de Calvados.
Fuera de la fábrica, Jean fue miembro de la Cámara de Comercio e Industria de Alençon desde 1945 hasta 1957 y miembro titular en 1968. Autor de libros técnicos sobre teñido, fue presidente del Sindicato Unión de Tintorería-Lavandería de Normandía y miembro de la Mesa de la Federación Nacional además de ostentar los cargos de Consejero de Educación Técnica en 1951 y Administrador del Fondo de Prestaciones Familiares de Orne.

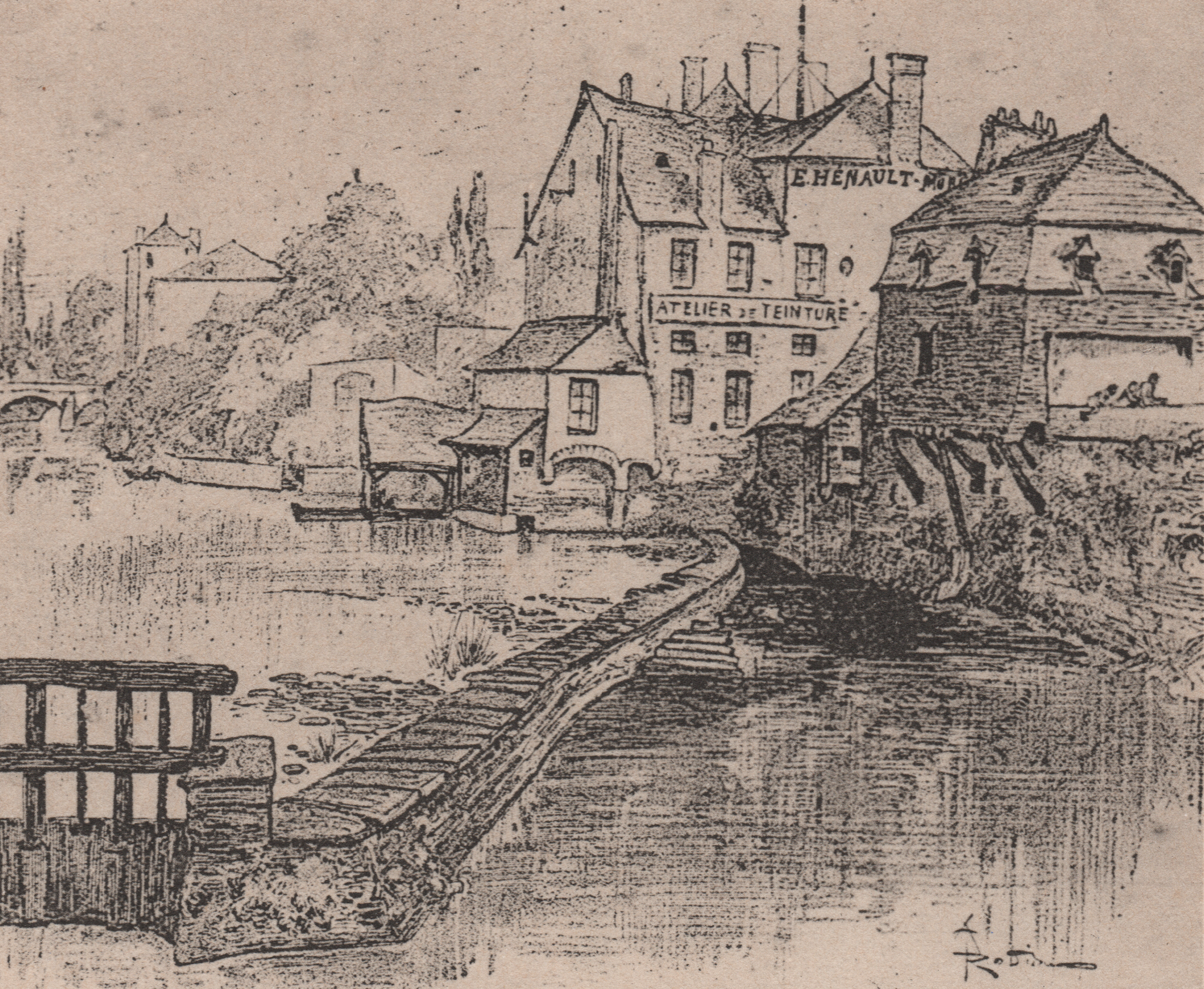
Tintorería Hénault-Morel de Sarthe en 1862
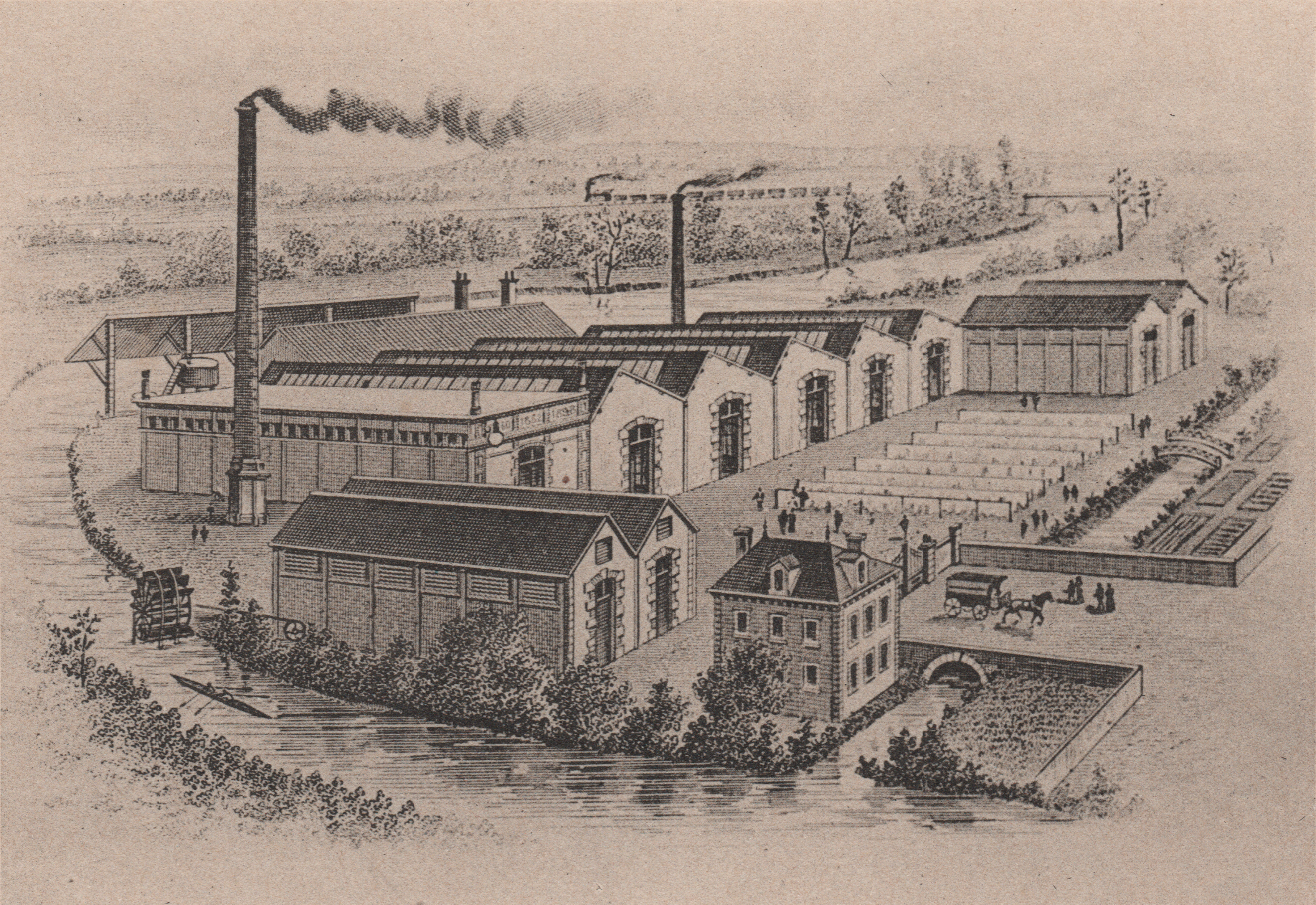
Tintorería Hénault-Morel de Sarthe en 1898

## Vida artística
Jean Lajoie perteneció a la generación de artistas posterior al periodo conocido como la Liberación, tras la Segunda Guerra Mundial. Se creó entonces en 1942 la asociación de artistas de La Table Carrée (del francés al español: La Mesa Cuadrada) que organizaba exposiciones y conferencias en torno al departamento de Orne principalmente, aunque también llevaron algunas a París. Perteneció a este grupo hasta su disolución. Según el autor Bernard Esdras-Gosse, Jean Lajoie, junto con Hélène Branche y Auguste Claire, sería uno de los  principales artistas del departamento de Orne, región de Normandía. 
Será un artista no muy destacado en el  dibujo del rostro humano, por lo que se especializó en la pintura de paisajes, donde abunda la quietud, aunque se parezca percibir un intento de movimiento. Su pintura sigue una línea personal de búsqueda centrada en el propio hecho pictórico, dibujando lo que ve, al aire libre. Representa la visión natural, no hay ninguna intención de captar la esencia de la naturaleza. Sus paisajes son objetivos donde se muestra un sentido de la temporalidad. La luz queda cristalizada en los planos, donde cuida las partes iluminadas y en sombra que adquieren valores tonales, se ve gran orden, mucha claridad. La arquitectura es un componente importante en los paisajes, con  planos cortados en los que incide la luz que constituye un núcleo sólido donde se puede estudiar la concentración de la luz. Rara vez dibujará rostros y conserva los trazos a lápiz en muchas obras. En varios de sus paisajes se pueblan con un motivo humano a base de pequeñas siluetas sin definir pero esenciales, porque fijan en sus trajes puntos lumínicos, de perspectiva, que van escalonando la profundidad.
Quien le introdujo en la acuarela fue el hermano de su suegro, Maurice León Armand Hénault. La vida personal de Jean le permitió acercarse a artistas de cierto renombre como el bretón Emmanuel Fougerat o Jean Cocteau. Otros artistas que tomará como referencia serán Edgar Degas, Paul Gauguin, André Devambrez, Charles Nollet, Louis Touchagues, Jules-Alexis Muenier, Marcel le Guernigou, René Chambion o Salomon Koninck.
Igualmente, sería invitado a exposiciones de otros artistas como las de Cocteau, Touchagues, Fougerat o Devambez.
Sus viajes a España  serán un nuevo punto de partida de su vida artística, especialmente en la Provincia de León, realizando acuarelas en el León del momento, como son sus obras de la Calle Matasiete, Villacontilde agosto o La Fuente Española para su grupo La Table Carrée. Viajará por otros puntos del país donde realizará obras en localidades dispersas.

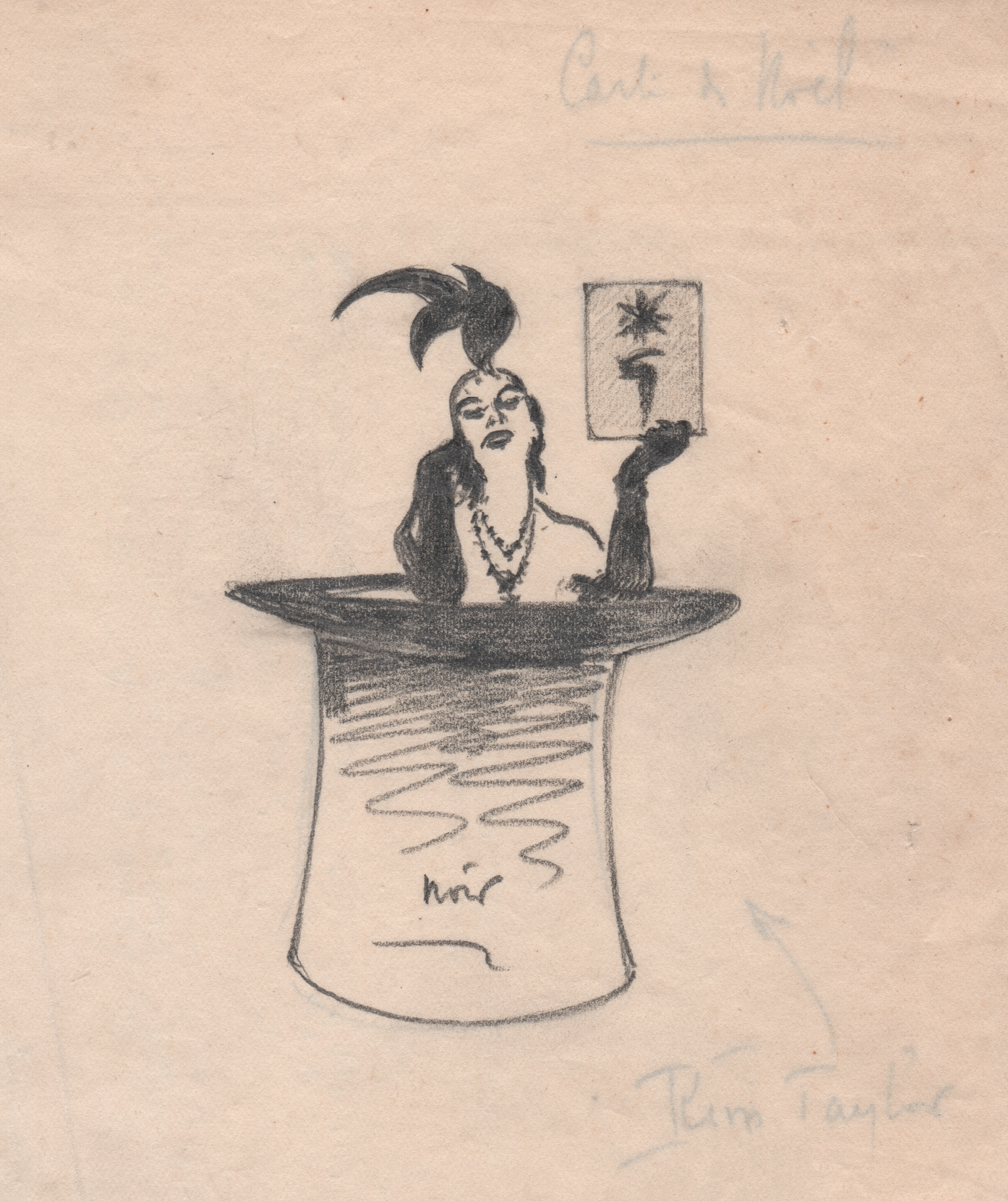
Carte à Noël. Carboncillo de Jean Lajoie
- Homenaje a Jean Lajoie en el 3er encuentro regional de amigos de las artes de Orne del 3 al 26 de mayo de 1969

## Galería
Obras en solitario

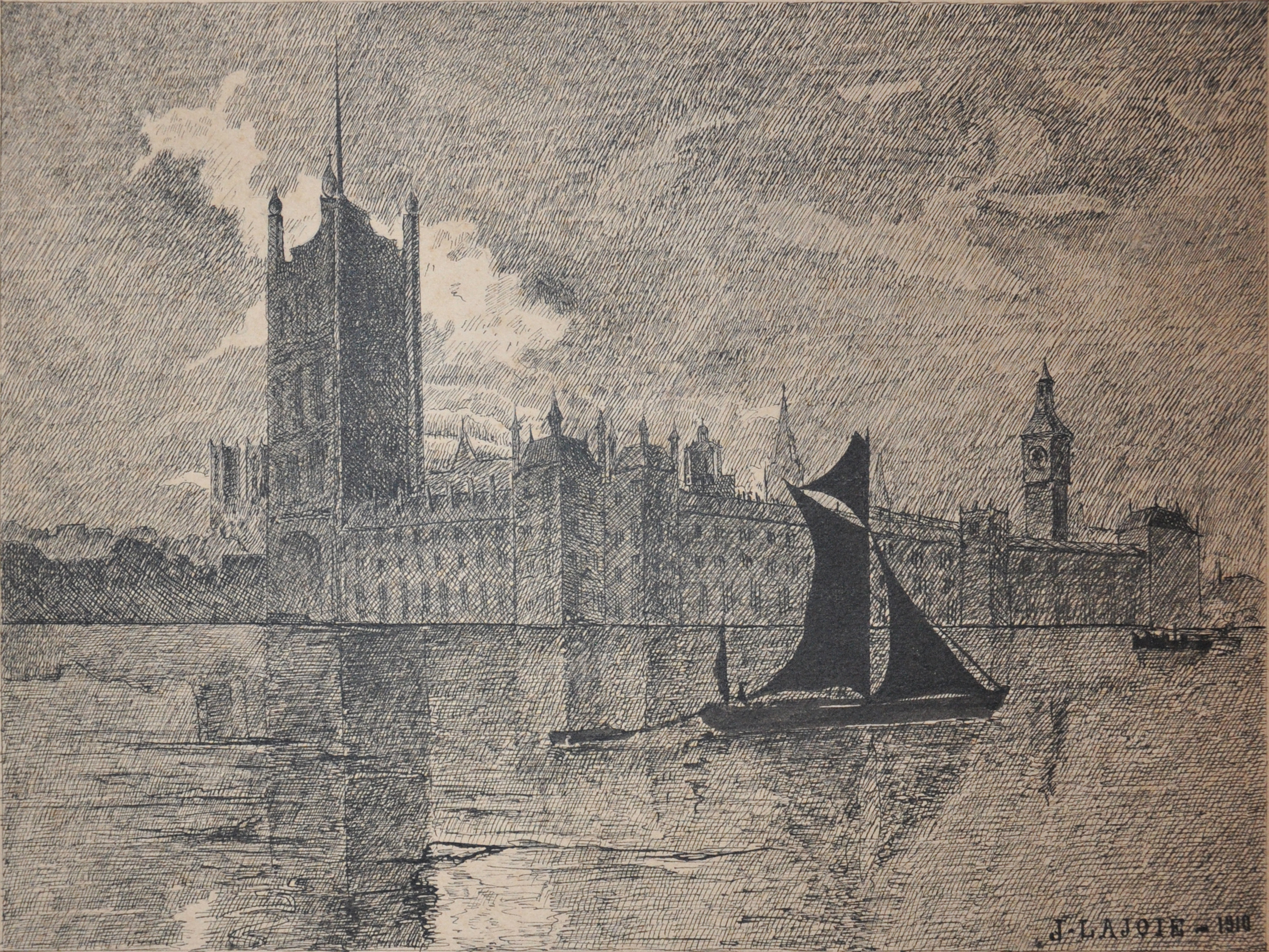
The houses of Parliament (1910)
Sin título (ca. 1920)
Los fuegos (1940)
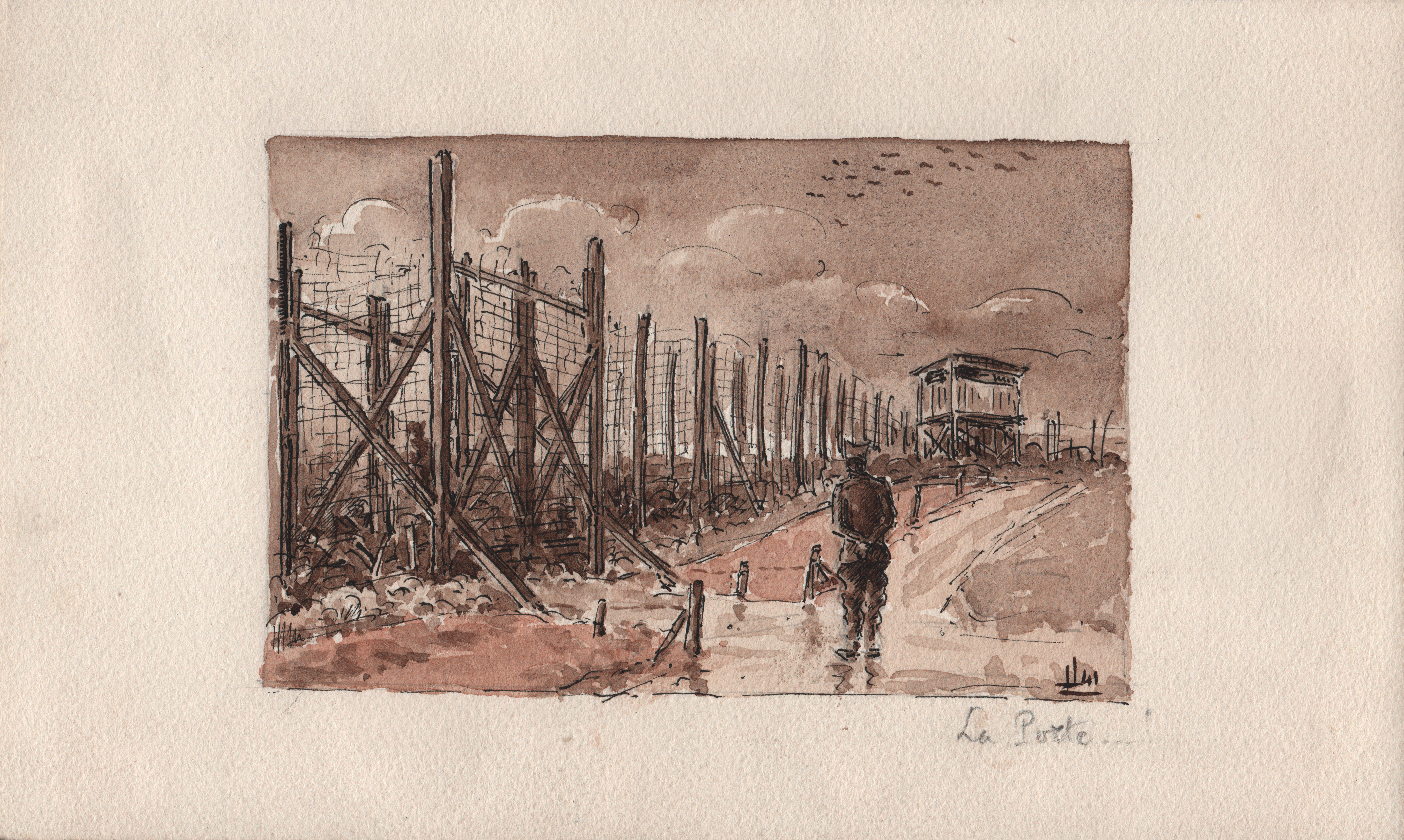
La Puerta (1941)
Sin título (1946)
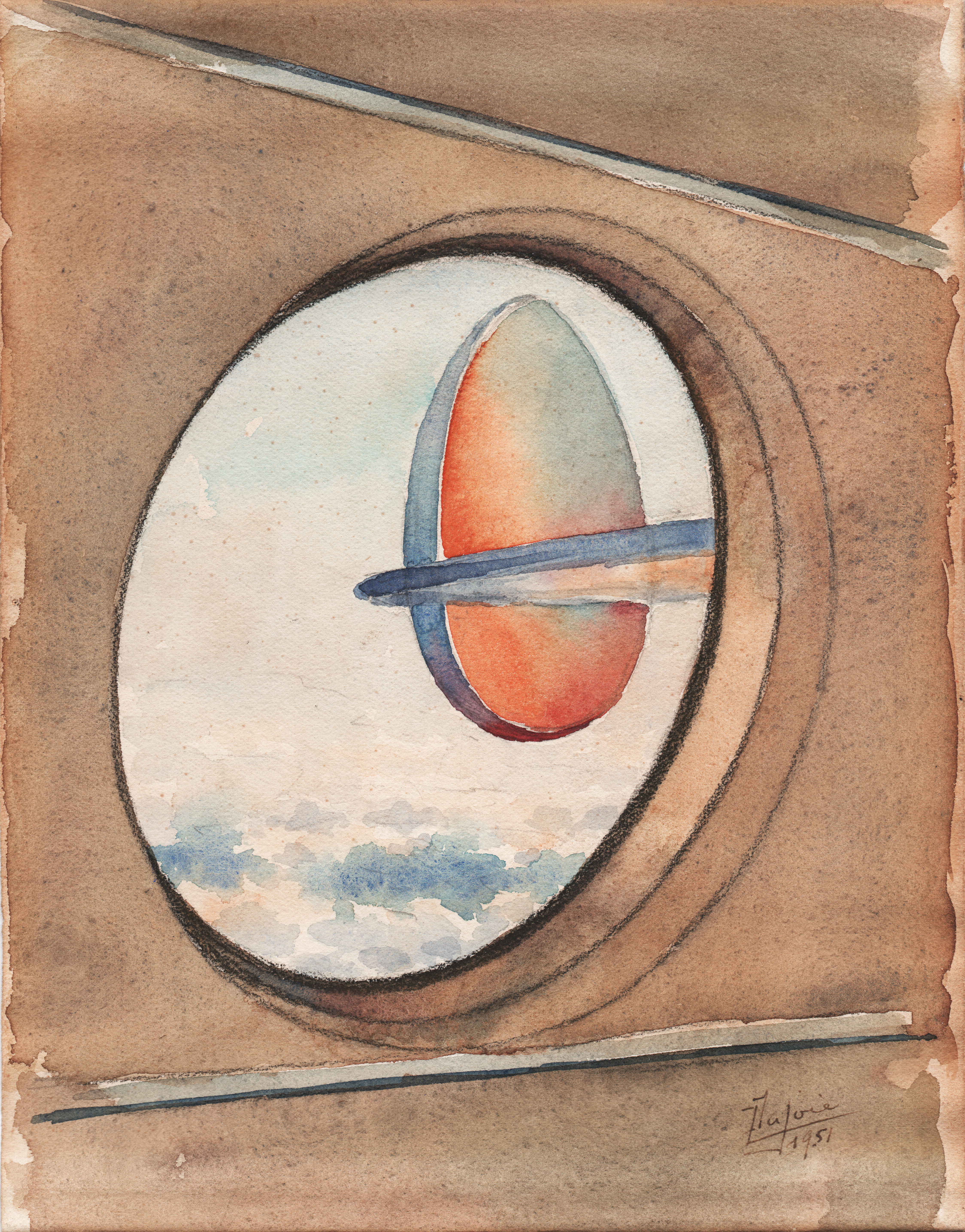
Sin título (Timón de un Lockheed Constellation) (1951)
Sin título (Ibiza) (ca. 1957)
Sin título (Calle Matasiete en León) (1958)
Villacontilde agosto (1958)
Capilla de Notre-Dame-des-Cyprès (ca. 1961)
Sin título (s.f.)

Obras en La Table Carrée

La barcaza herida (1947)
En el SAS, Ouistreham (1949)
Cestona (1958)
La Fuente Española (1959)
Sin título (s.f.)

Obras en arcilla

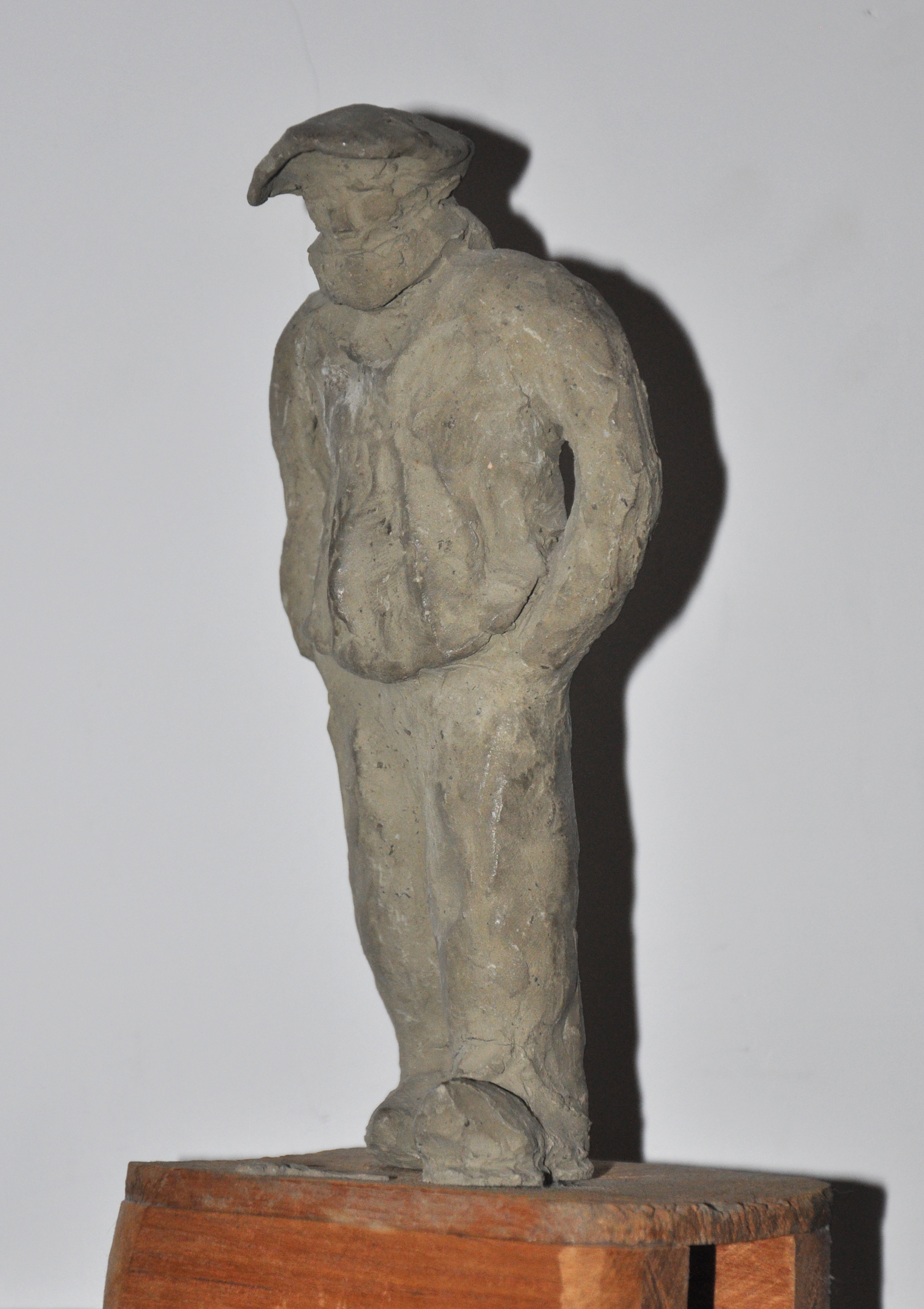
Sin título (s.f.)

## Antepasados
| Ascendencia por línea paterna |
| --- |
| \| La ascendencia por línea paterna de Jean Lajoie se remonta hasta mediados de la Edad Moderna. 1. Edme Lajoie (1630-1720). 2. Louis Lajoie (1655-1720). 3. Nicolas Lajoie (1711-1783). 4. Louis Lajoie (1768-1814). 5. Louis Lajoie (1804-1837). 6. Camille Jean Lajoie (1835-1911). 7. Gaston Eugène Lajoie (1867-1931) 8. Jean Gaston Edouard Lajoie (1897-1968). \| |
| La ascendencia por línea paterna de Jean Lajoie se remonta hasta mediados de la Edad Moderna. 1. Edme Lajoie (1630-1720). 2. Louis Lajoie (1655-1720). 3. Nicolas Lajoie (1711-1783). 4. Louis Lajoie (1768-1814). 5. Louis Lajoie (1804-1837). 6. Camille Jean Lajoie (1835-1911). 7. Gaston Eugène Lajoie (1867-1931) 8. Jean Gaston Edouard Lajoie (1897-1968).       |

## Distinciones honoríficas

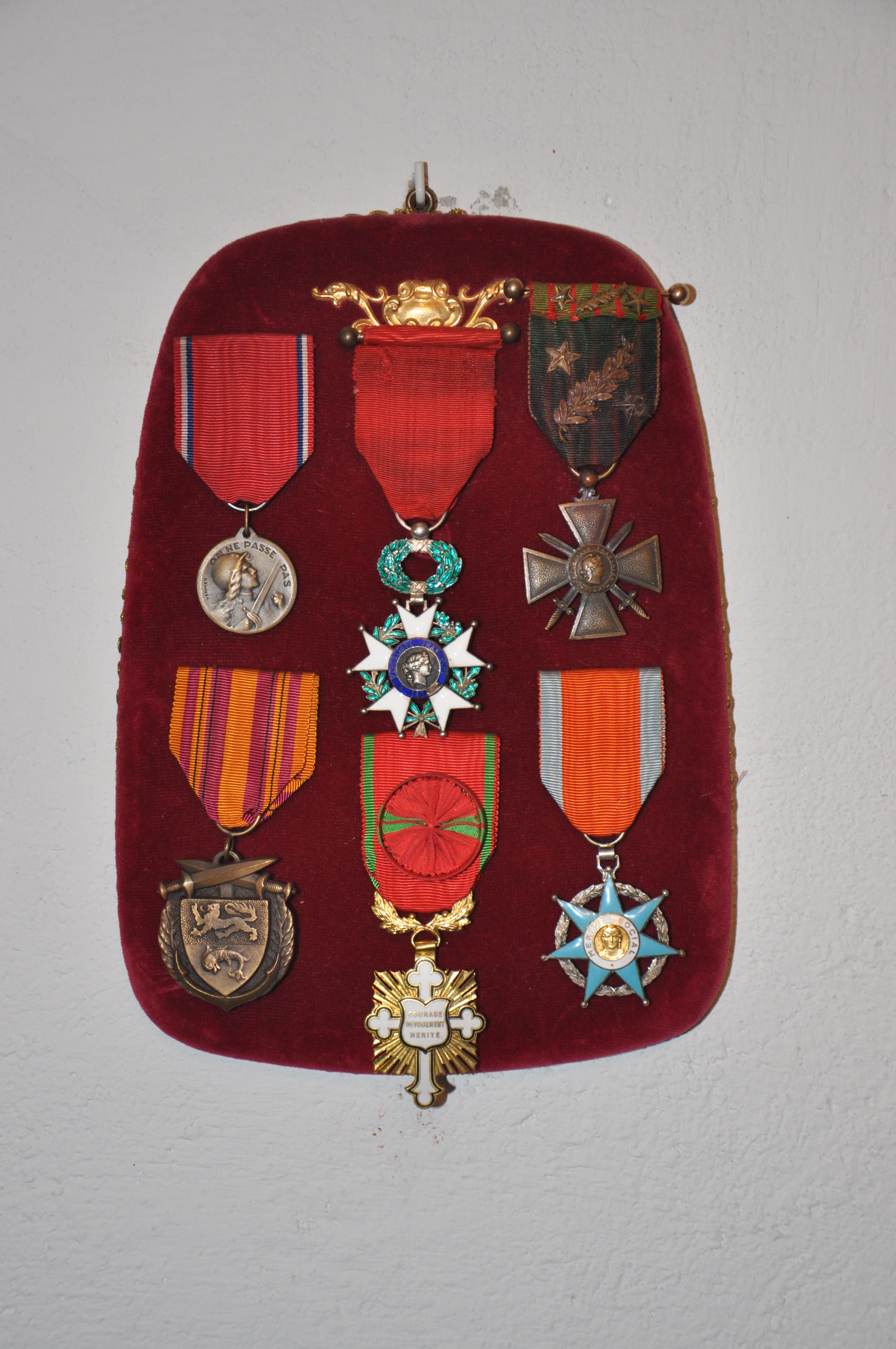
Condecoraciones de Jean Lajoie

Condecoraciones
- Caballero de la Legión de Honor (13 de marzo de 1933).[10][12]
- Cruz de Guerra con la palma de plata y tres estrellas de plata.[10]
- Oficial de las Palmas Académicas.[10][13]
- Medalla Conmemorativa de la Batalla de Verdún.
- Medalla Conmemorativa de la Batalla de Dunkerque.
- Oficial del Coraje, Dedicación y Mérito a las Artes, las Letras, las Ciencias y Deportes.
- Caballero del Mérito Social.[10]

Medallas
- Cruz de guerra (1914-1919) con tres estrellas y palma: Teniente del 32º Regimiento de Artillería
- Medalla de bronce del 404º regimiento de Artillería antiaérea
- Medalla de bronce Mens fervida in corpore lacertoso
- Una medalla de cobre, cinco de bronce y una de plata del Ministerio de Guerra por el entrenamiento físico y preparación militar
- Medalla de plata del Ministerio de Trabajo por los sindicatos profesionales
- Medalla de bronce de la Sociedad Mixta de tiro de Chartres por el 30º territorial (1914-1919)
- Medalla de bronce de la Unión de Sociedades de equitación militar de Francia por el XXX concurso federal de Alençon (1934)
- Medalla de bronce de la Unión de Sociedades de tiro de Francia por el 23º concurso nacional e internacional de tiro de Francia